# غاريت لست
غاريت لست (بالإنجليزية: Garrett List)‏ هو عازف جاز وملحن وموسيقي أمريكي، ولد في 1943 في فينيكس في الولايات المتحدة.

## وصلات خارجية
- غاريت لست على موقع ميوزك برينز (الإنجليزية)
- غاريت لست على موقع ديسكوغز (الإنجليزية)